# リチャード・サックル
リチャード・サックル（Richard Suckle）は、アメリカ合衆国の映画プロデューサーである。2013年の映画『アメリカン・ハッスル』で他のプロデューサーと共にアカデミー作品賞にノミネートされた。

## 主なフィルモグラフィ
- スクービー・ドゥー Scooby-Doo (2002) 製作
- スクービー・ドゥー2 モンスター パニック Scooby-Doo 2: Monsters Unleashed (2004) 製作
- ヘレンとフランクと18人の子供たち Yours, Mine & Ours (2005) 製作総指揮
- ザ・バンク 堕ちた巨像 The International (2009) 製作
- アメリカン・ハッスル American Hustle (2013) 製作
- スーサイド・スクワッド Suicide Squad (2016) 製作